# Lukas Ried
Lukas Ried (* 10. Oktober 1995) ist ein österreichischer Fußballspieler.

## Karriere
Ried begann seine Karriere beim TuS Vorau. Danach spielte er für den SC Grafenschachen und TuS Greinbach. 2008 kam er in die Jugend des TSV Hartberg, 2010 in die Akademie des FC Admira Wacker Mödling. Nach etwas über einem Jahr in Niederösterreich kehrte er zum TSV Hartberg zurück, in dessen Zweitmannschaft er fortan zum Einsatz kam.
2012 rückte Ried in den Profikader der Hartberger auf. Sein Debüt in der zweiten Liga gab er im Mai 2013, als er am 36. Spieltag der Saison 2012/13 gegen den SKN St. Pölten in der 62. Minute für Miodrag Vukajlovic eingewechselt wurde. Mit dem TSV Hartberg stieg er zum Ende der Saison 2014/15 in die Regionalliga ab. In der ersten Saison in der Regionalliga kam er auf 15 Einsätze, in denen er drei Tore erzielte. Zur Saison 2016/17 wechselte er zum Ligakonkurrenten SV Lafnitz. Mit den Lafnitzern wurde er in der Saison 2017/18 Meister der Regionalliga Mitte und stieg in die 2. Liga auf.
In der Winterpause der Saison 2018/19 verließ er Lafnitz. Daraufhin kehrte er im Jänner 2019 zu den Amateuren von Hartberg zurück. Im Mai 2019 erhielt er einen bis Juni 2021 laufenden Profivertrag, zudem rückte er zur Saison 2019/20 in den Bundesligakader der Hartberger. In zwei Spielzeiten bei den Profis kam er zu 48 Einsätzen in der Bundesliga, in denen er zwei Tore erzielte. Nach dem Ende seines Kontrakts verließ er Hartberg nach der Saison 2020/21.
Nach einem halben Jahr ohne Klub wechselte Ried im Jänner 2022 zum Regionalligisten WSC Hertha Wels. Dort avancierte er mit elf Treffern bei 16 Ligaeinsätzen bis zum Saisonende rasch zum Goalgetter und war am Ende hinter Amar Hodžić der zweitbeste Torschütze der Hertha in dieser Saison. In der Endtabelle rangierte er mit der Mannschaft auf Rang 5. 2022/23 konnte Ried seine Leistung noch etwas steigern und war zu Meisterschaftsende mit 22 Toren (und neun Assists) bei 28 Regionalligaeinsätzen nicht nur der torgefährlichste Spieler des WSC Hertha Wels, sondern hinter Marco Siverio (23 Treffer; SPG LASK Amateure OÖ Amat.) zusammen mit Thomas Hirschhofer (22 Tore; DSV Leoben) zweiterfolgreichster Torschütze der Liga.
Im Sommer 2023 wechselte Ried von der Regionalliga Mitte in die Regionalliga Ost zur SV Oberwart.